# Assassin's Creed (computerspel)
Assassin's Creed is een videospel ontwikkeld door Ubisoft Montreal en uitgegeven door Ubisoft. De werktitel, Project Assassin, werd bekendgemaakt bij het Microsoft X05-evenement. Sinds de E3 2006 is de titel Assassin's Creed. Het spel werd oorspronkelijk ontwikkeld voor de PlayStation 3, maar is nadien ook voor de Xbox 360, pc, en PlayStation Portable aangekondigd en uitgekomen.
Het vervolg, Assassin's Creed II, kwam uit op 20 november 2009.

## Overzicht
Het spel speelt zich af tijdens de Derde Kruistocht in de middeleeuwen. De speler kruipt in de huid van een lid van het genootschap Hashashin, waarbij de speler Altaïr Ibn-La'Ahad (Arabisch voor Niemandszoon) is. De speler is in staat te reizen door drie steden: Jeruzalem, Acre en Damascus. De steden worden bewoond door zeer veel mensen en de manier waarop de speler Altaïr door de menigte laat lopen heeft invloed op hoe de mensen op jou reageren. Voorbeeld: wanneer men door een menigte loopt, en men duwt iemand lichtelijk uit de weg heeft dit niet zo'n groot effect. Maar als men iemand vol op zijn of haar gezicht slaat is het mogelijk dat de menigte boos wordt, zich verenigt en de speler moet vluchten. Als de speler op de muren en gebouwen gaat klimmen, zullen de inwoners van de stad er in een kring omheen gaan staan en gaan wijzen en dergelijke.

## Kenmerken
Een van de meest besproken kenmerken van het spel is de enorme vrijheid in de gehele spelwereld. Beïnvloed door de sport parkour is het mogelijk om aan alles vast te houden dat meer dan 5 centimeter uitsteekt. In het spel kan het personage van de speler zich bewegen door heel de stad. Spellen met een vergelijkbare grote vrijheid zijn onder andere GTA, The Elder Scrolls V: Skyrim, The Saboteur en Shadow of the Colossus. Het is niet mogelijk om te sluipen, of om jezelf in de schaduw te verbergen zoals in Splinter Cell. Daarentegen kan men hier opgaan in het volk, waardoor vijandelijke soldaten de speler niet kunnen onderscheiden van het gewone volk. Assassin's Creed werd gepresenteerd tijdens de E3 2006, waar het totaal nieuwe systeem veel indruk maakte.
Assassin's Creed heeft een innovatieve besturing die dikwijls wordt beschreven als het besturen van een marionet. Volgens ontwikkelaar Jade Raymond is het zo dat als de speler de besturing eenmaal doorheeft en voelt, men het hele spel er nooit meer over hoeft na te denken. Op de PlayStation 3 is de besturing als volgt: de linker analoge stick zorgt voor het bewegen zelf, terwijl de rechter analoge stick de camera bestuurt. Het belangrijke verschil zit hem echter in de knoppen. X doet alles met de voeten, vierkantje staat voor alles met de arm met de wapens, cirkeltje bestuurt alles met de arm zonder wapens en driehoekje staat voor alles met het hoofd. R1 bestuurt hoe voorzichtig (low profile) of gewelddadig (high profile) de speler is. Bij de pc-versie is het echter moeilijker om alle functies ten volle te gebruiken en handelingen uit te voeren. Veel van de handelingen kunnen alleen uitgevoerd worden door een combinatie te maken van verschillende toetsen wat het voor onervaren gamers moeilijker maakt om het spel te spelen.
Het vechten in Assassin's Creed werd in eerste instantie beschreven als heel erg realistisch. De speler kan inderdaad weinig slagen van een zwaard incasseren, hoewel dit slechts in het begin van het spel is als de speler nog maar "3 Sync bars" heeft. zodra de speler wat verder is in het spel (zo'n 3 uur spelen) kan Altaïr wel richting de twaalf keer geraakt worden door een zwaard en dit overleven. Tijdens het gevecht kunnen echter ook de "Sync bars" bijvullen, zodat als de speler maar lang genoeg in leven blijft, zijn levens weer bijvullen en dus weer geraakt kan worden door een zwaard. De tegenstanders kunnen echter maar richting de 3 à 4 slagen hebben, en Tempeliers ongeveer 8. Qua realisme van het gevecht zijn er wel zogeheten "counters" waarbij de speler een slag van de tegenstander blokkeert of ontwijkt en deze dan met een dodelijke korte beweging op bloederige wijze afmaakt. De bedoeling van het vechten is echter om 4 of 5 wachters hooguit te doden zodat de speler kan ontsnappen. Het vechten is onbedoeld veel te effectief geworden. De speler kan richting de 30 man bevechten en dit winnen. Wachters vallen altijd 1 voor 1 aan zodat de speler ze 1 voor 1 kan afmaken.
Assassin's Creed probeert een totaal nieuw aspect in het fenomeen videospelletjes te brengen, genaamd 'Social Stealth' ("sociale verberging"). Eerder werd al genoemd dat menigten een grote rol speelden in het spel. Ze kunnen zowel een hulp als een obstakel voor Altaïr zijn. In een van de trailers werd hier al een voorbeeld van gegeven. Hierin kon Altaïr zich te midden van een groep priesters langzaam naar het doelwit voortbewegen, dit was mogelijk omdat hij er ongeveer hetzelfde uitzag en hij al eerder de "Save Citizen"-missie gedaan had, waarbij de speler ervoor kan kiezen een burger die lastiggevallen wordt op straat door wachters te redden. Het is echter niet zo dat deze "Save Citizen"-missies na een tijdje verdwijnen. De burger wordt oneindig lang lastiggevallen door de wachters op constant dezelfde plek, wat veel ophef creëerde over als de speler de burger had gered en deze zei "Another minute and they would have made off with me". Als dit een man in het wit was dan kreeg de speler de mogelijkheid om bij een groepje priesters (die er dus bijna net zo uitzagen als Altaïr) dat altijd een vast pad loopt te volgen en zo dus "op te gaan in de omgeving" of als dit niet het geval was, dus als de burger er anders uitzag, dan zijn het 4 tot maximum 7 mannen (het zijn altijd mannen) die wachters voor Altaïr vasthouden zodat hij ze kan doden of juist van hen wegvluchten. Nadat het doelwit vermoord was terwijl iedereen het kon zien, brak er een enorme chaos uit waarin iedereen begon rond te rennen. Een ontwikkelaar van Ubisoft vertelde dat dit niet zo positief was, gezien het feit dat als Altaïr tegen iemand aan zou botsen ze beiden om zouden vallen en Altaïr gepakt kon worden door zijn achtervolgers.

## Verhaal
Het hoofdverhaal speelt zich af in 2012. Desmond Miles, een barman, wordt gevangengenomen door het bedrijf Abstergo, en als proefpersoon in de "Animus" geplaatst. Dat is een machine die herinneringen van voorouders van het proefpersoon uit het DNA haalt. Abstergo is geïnteresseerd in de herinneringen van Miles' voorouder Altaïr. Desmond kruipt door middel van de machine in de rol van Altaïr.
In het begin is te zien hoe Altaïr en een paar van zijn broeders proberen om in de Tempel van Salomo het artefact "deel van het paradijs" te bemachtigen. Altaïr onderbreekt daarbij (onnodig) Robert de Sablé, een lid van de Tempeliers en aartsvijand van de Assassijnen. Altaïr probeert hem te doden maar faalt daarin. Toch slaagt een van Altaïrs metgezellen om het artefact te veroveren, ten koste van zijn arm en het leven van een andere broeder. Altaïr brak al de drie voorschriften van het broederschap en wordt door de leider van de Assassijnen, Al Mualim, gedegradeerd tot de laagste rang. Al Mualim geeft hem de kans om zijn rang te herstellen door hem de opdracht te geven negen sleutelfiguren te vermoorden, in Acre, Damascus en Jeruzalem, om zo vrede te brengen tussen de kruisvaarders en de moslims. Altaïr slaagt erin om elk doel om te brengen en leert zo dat ze alle negen verbonden zijn met Robert de Sablé en allemaal eenzelfde doel dienen. Bij zijn laatste doelwit, Robert de Sablé zelf, ontdekt hij dat Al Mualim ook een Tempelier is en het artefact niet wilde delen met de anderen. Daarom gaf hij de opdracht aan Altaïr om ze te vermoorden.
Altaïr keert terug naar Al Mualim om hem hiermee te confronteren en hij bekent. Het "deel van het paradijs" wordt gebruikt om illusies op te wekken en hij verklaart dat alle religieuze mythen (zoals het splijten van de Rode Zee, water dat wijn wordt) gewoon illusies zijn veroorzaakt door het artefact. Al Mualim zegt dat hij het wil gebruiken om de mensen te hersenspoelen zodat de kruistocht kan eindigen. Altaïr valt zijn meester aan, maar die gebruikt het artefact om Altaïr in de war te brengen met illusies. Uiteindelijk lukt het toch om zijn meester te doden en het artefact te pakken te krijgen. Dan toont het artefact een hologram, dat de wereld voorstelt met verschillende plaatsen op de kaart aangeduid.

## Wapens
Een Assassijn van het broederschap heeft naast zijn vuisten de beschikking over een viertal wapens om zijn taken te volbrengen, dit aantal is kleiner indien men van een lagere rang is. De wapens worden door promotie naar een hogere rang door de meester toegekend.
Het meest tot de verbeelding sprekende wapen is een op het eerste oog niet zichtbare dolk. Door een ring die om de pink van Altaïr bevestigd is, wordt het mes door een mechanisme naar voren geduwd. Wanneer de vinger weer ontspannen wordt, zal de dolk weer verdwijnen in de handschoen van zijn gebruiker. Het mes wordt in de maag, rug of keel van het slachtoffer geplaatst en dit zal in de eerste twee gevallen voor weinig consternatie bij de omstanders en wachters zorgen. Door het formaat van het mes en daarmee de relatief kleine reikwijdte, is het niet ideaal om het te gebruiken in gevechten tegen meerdere vijanden. Het wapen dat Altaïr ontvangt bij promotie naar rang 2, is het langzwaard en is een zwaard met een lang, recht lemmet. Het is het primaire wapen voor de verdediging tegen meerdere vijanden. Naarmate Altaïr sterker wordt, verkrijgt hij steeds een beter en mooier zwaard en zal hij bij elke promotie een nieuwe gevechtstactiek verdienen.
Bij het bereiken van rang 3, ontvangt Altaïr een lang mes dat kleiner en sneller dan het langzwaard is. Ook dit wapen is een ideaal middel om tegen grote groepen tegenstanders te vechten. Net als in het geval van zijn grotere broer, verbetert de kwaliteit van het wapen zich naarmate zijn gebruiker beter en sterker wordt.
Het laatste wapen dat Altaïr van Al Mualim krijgt, zijn de werpmessen. Dit is het enige speelbare wapen dat vijanden die op een afstand staan, kan uitschakelen, vaak met één enkel mes. Wanneer de hoofdrolspeler zonder messen komt te zitten, kan hij nieuwe stelen door een crimineel te zakkenrollen (5 stuks), een crimineel te doden door middel van vuistslagen (1 stuk) of terug te keren naar Masyaf (maximaliseert het aantal messen). Het maximum aantal messen hangt af van de rang die Altaïr heeft. De messen zijn vanaf rang 4 beschikbaar waarbij vijf messen in een messenriem zitten. Vervolgens komen daar bij rang 7 en rang 10 steeds vijf bij, wat leidt tot respectievelijk 10 en 15 messen.
Aanvankelijk zou er ook een kruisboog in het spel speelbaar zijn, maar hier is in het ontwikkelingsproces vanaf gestapt door Ubisoft. In plaats daarvan zal Altaïr een aantal werpmessen en een lang mes (of krom kortzwaard) gebruiken.

## Prijzen
Op IGN:
- Beste PS3-actiespel[5]
- PS3-spel van de show[5]
- Beste PS3-graphics[5]

Op Gamespy:
- Beste game van de show

Op Gamespot:
- Beste game van de show

Op Gametrailers:
- Beste van de show

Op 1-Up:
- Beste PS3-game

## Ontvangst
| Beoordeeld door         | Platform      | Datum            | Score |
| ----------------------- | ------------- | ---------------- | ----- |
| Game Informer Magazine  | PlayStation 3 | december 2007    | 95%   |
| Gamer 2.0               | Xbox 360      | 16 november 2007 | 90%   |
| DreamStation.cc         | Xbox 360      | 13 december 2007 | 90%   |
| Gamer 2.0               | PlayStation 3 | 16 november 2007 | 90%   |
| HardGamers              | Xbox 360      | 27 november 2007 | 89%   |
| UGO (UnderGroundOnline) | PlayStation 3 | 14 november 2007 | 83%   |
| Game Freaks 365         | PlayStation 3 | 2007             | 80%   |
| GamerDad                | PlayStation 3 | 29 november 2007 | 80%   |
| GameZone                | PlayStation 3 | 10 december 2007 | 80%   |
| Blend Games             | PlayStation 3 | 15 november 2007 | 80%   |